# Rhytiphora piperitia
Rhytiphora piperitia là một loài bọ cánh cứng trong họ Cerambycidae.